# Mušići (Kosjerić)
Mušići (Servisch cyrillisch Мушићи) is een plaats in de Servische gemeente Kosjerić. De plaats telt 433 inwoners (2002).